# 陳留郡 (東晉)
陳留郡，中國東晉時設置的僑郡。

## 沿革
晉安帝隆安三年（399年），兗州陳留郡為後秦所攻陷。後以豫州譙郡境內的陳留郡流民僑置陳留郡，仍屬兗州，治長垣（今安徽省亳州市譙城區東），領長垣、小黃、酸棗、雍丘、白馬等僑縣。
南朝宋時，陳留郡改屬豫州，省併酸棗縣，僑置浚儀縣，長垣縣改屬譙郡。至此，陳留郡領四僑縣：浚儀、小黃、雍丘、白馬，仍寄治譙郡長垣縣境內。宋明帝泰始二年（466年），失豫州淮西地，陳留郡遂入北魏。
北魏獻文帝皇興中（467年－471年），以宋之豫州置南豫州，陳留郡仍屬之。北魏孝文帝太和十八年（494年），陳留郡改屬南兗州。北魏宣武帝景明中（500年－504年），改南兗州為渦州，陳留郡仍屬之。正始四年（507年），分渦州復置南兗州（治陳留郡小黃縣譙城），陳留郡改屬南兗州，析置武平縣。至此，陳留郡領五縣：小黃、浚儀、谷陽、東燕、武平，治小黃縣譙城（今安徽省亳州市譙城區）。
北齊文宣帝天保七年（556年），省併谷陽、東燕二縣。至此，陳留郡領三縣：小黃、浚儀、武平。北周滅北齊後，改南兗州為亳州，陳留郡仍屬之。隋文帝開皇三年（583年），廢陳留郡，領縣直屬亳州。

## 人口
- 宋孝武帝大明八年（464年），陳留郡有196戶、2413口。[3]
- 東魏孝靜帝武定中（543年－550年），陳留郡有6230戶、16749口。[5]

## 太守
- 蔡護，陳留圉人，北魏宣武帝景明初在任。[6]
- 劉模，長樂信都人，北魏宣武帝正始元年（504年）出任。[7]